# Alla Zahaikevytsj

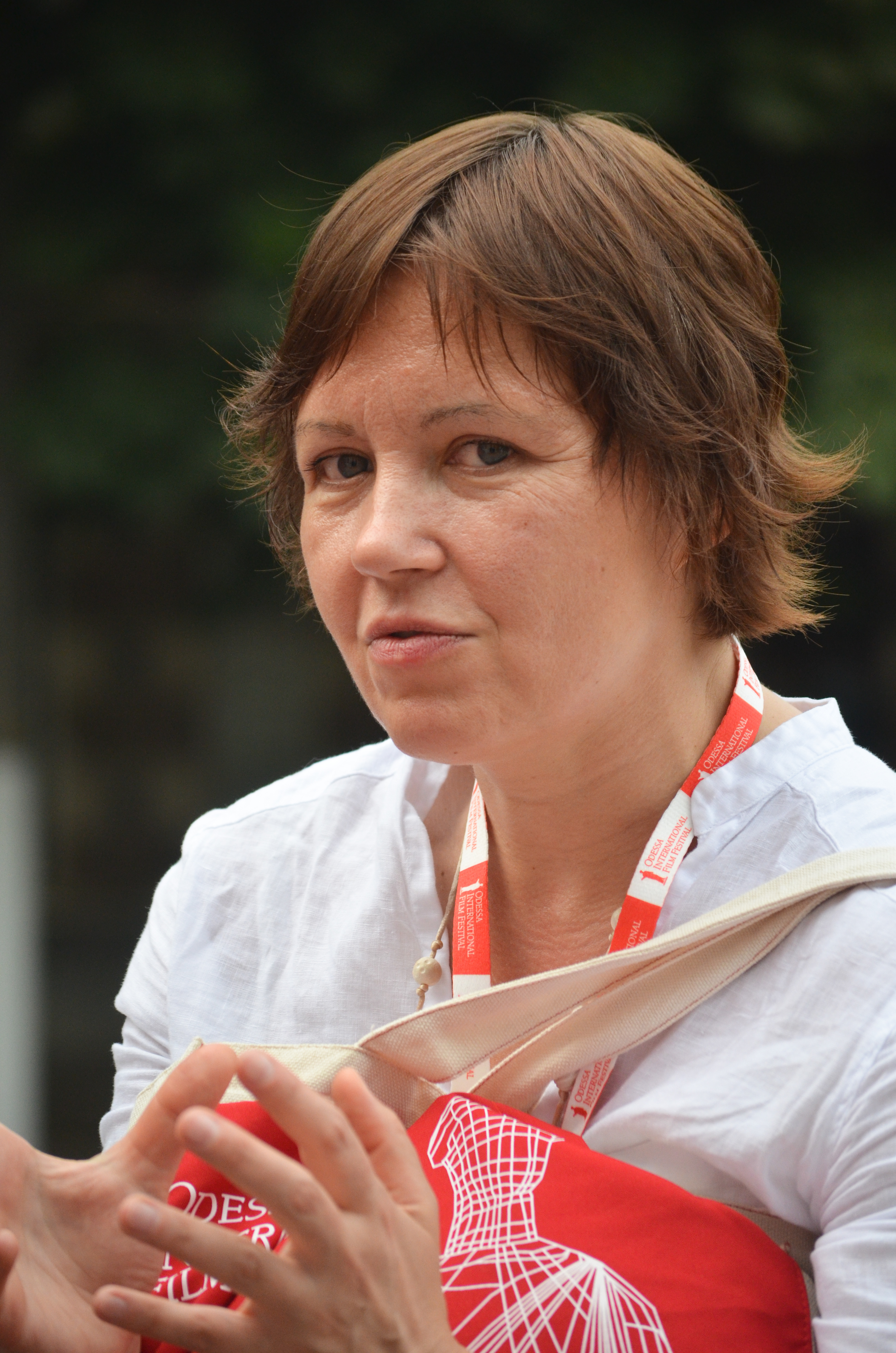
Imagem de Alla Zahaikevytsj.

Alla Zahaikevych (em ucraniano: Алла Леонідівна Загайкевич) (17 de dezembro de 1966) é uma compositora de música clássica contemporânea da Ucrânia.
Zahaikevych lecciona na Academia Nacional de Música da Ucrânia - P. I. Tchaikovsky.